# Ahmad I. al-Husain
Ahmad I. al-Husain (* 2. Dezember 1805 in Tunis; † 30. Mai 1855 in La Goulette) war 1837 bis 1855 Bey von Tunis aus der Dynastie der Husainiden.

## Leben
Ahmad I. war der Sohn des Beys Mustafa al-Husain und einer sardinischen Sklavin, die 1789 von der Insel San Pietro geraubt worden war, und die er später heiratete. Als Kind lernte er Türkisch und Italienisch.
Ahmad I. übernahm die Regierung am 10. Oktober 1837 von seinem Vater Mustafa al-Husain (1835–1837), bei der Thronbesteigung war er 31 Jahre alt. Seine engsten Berater wurde die Mamluken Mustafa Sahib al-Tabi', Mustafa Khaznadar und Mustafa Agha, die alle mit seinen Schwestern verheiratet waren. So ernannte er 1837 Khaznadar zum Schatzmeister und erlaubte ihm, seine Schwester Prinzessin Kalthoum zu heiraten. Khaznadar stieg darauf zum Ersten Minister auf.
Während er sich weigerte, die Tanzimat-Politik der Hohen Pforte durchzuführen, die seine eigene Position gefährdete, begann Ahmad dennoch die Modernisierung des Landes, die sich zuerst auf das Heer und die Flotte konzentrierte. Zwischen 1841 und 1846 schaffte er schrittweise die Sklaverei in seinem Land ab. Sein Erlass zur permanenten Abschaffung der Sklaverei in seinem Land am 23. Januar 1846 erfolgte zwei Jahre vor der Abschaffung der Sklaverei in den französischen Kolonien, 1848, und war in der islamischen Welt bis dahin beispiellos.
Auch die Beschränkungen für Juden wurden aufgehoben. Ahmad schaffte auch die Beschränkungen in der Bewegungsfreiheit von Frauen ab. 1848 verschenkte er ein Grundstück zum Bau einer christlichen Kirche in La Goulette. Später baute er hier auch eine Moschee und einen Sommerpalast. In den 1840er Jahren begann er ein Programm von Neubauten in Tunis, das bis dahin seine mittelalterliche Struktur bewahrt hatte. So gründete er die Polytechnische Schule von Bardo. Für weitere Maßnahmen reichte die Wirtschaftskraft des Landes nicht aus, das durch den Ausbruch mehrerer Cholera-Epidemien erheblich geschwächt war.
Ahmeds Außenminister, Giuseppe Raffo (1795–1862) war der Sohn des versklavten Genuesers Gian-Battista, der später zum Uhrmacher des Beys avancierte. Die Armee stützte sich weiterhin teilweise auf Mamluken, die jedoch gesellschaftlich rasch aufsteigen konnten. So heiratete der georgische Mamluk Mustafa Agha, der hohe militärische Posten bekleidete, eine Schwester des Beys. Während seine Vorgänger Zuaven (also Berber) im Militär eingesetzt hatten, modernisierte Ahmed die Armee. Er führte auch Uniformen nach europäischem Muster ein und ließ sich in einer solchen porträtieren. Nachfolger von Ahmad I. wurde Muhammad II. al-Husain (1855–1859).